# Polder van K.K. Hoeksema
De Polder van K.K. Hoeksema is een voormalig waterschap in de provincie Groningen.
Van het waterschap is niet veel meer bekend dan dat het in 1954 een windmotor bezat die uitsloeg op het Lettelberterdiep. De polder lag te oosten van de Bronsemapolder.
Waterstaatkundig gezien ligt het gebied sinds 1995 binnen dat van het waterschap Noorderzijlvest.